# Heidekompromiss
Als Heidekompromiss wird eine 1997 getroffene Vereinbarung zwischen dem Land Sachsen-Anhalt und der Bundesrepublik Deutschland über die zukünftige Nutzung der Colbitz-Letzlinger Heide bezeichnet.

## Ausgangslage
Die Colbitz-Letzlinger-Heide ist ein großes dünn bzw. nicht besiedeltes Gebiet im Norden des Landes Sachsen-Anhalt. Bereits seit den 1930er Jahren wurde das Gebiet als Truppenübungsplatz zunächst durch die Wehrmacht und nach Ende des Zweiten Weltkrieges durch die Sowjetarmee genutzt. Mit der Deutschen Wiedervereinigung im Jahr 1990 und dem späteren Abzug der Truppen der Gemeinschaft unabhängiger Staaten stellte sich die Frage nach der zukünftigen Nutzung des Gebiets. Die CDU-FDP-Bundesregierung beabsichtigte eine Übernahme des Truppenübungsplatzes durch die Bundeswehr und Fortführung der militärischen Nutzung. In der Landespolitik wurde diese Position von großen Teilen der CDU und FDP unterstützt. In Teilen der Bevölkerung bestand der Wunsch nach einer ausschließlich zivilen Nutzung. Diese Position wurde von Bündnis 90/Die Grünen, SPD und PDS befürwortet.
1994 löste eine von der PDS tolerierte Minderheitsregierung aus SPD und Bündnis 90/Die Grünen (Magdeburger Modell) die bisherige CDU/FDP-Landesregierung ab.

## Kompromiss
Die sich um die zukünftige Nutzung der Colbitz-Letzlinger Heide ergebende Auseinandersetzung zwischen Land und Bund und den unterschiedlichen politischen Lagern sollte dann mit dem Heidekompromiss beigelegt werden.
1997 vereinbarten der Innenminister Sachsen-Anhalts und der Bundesverteidigungsminister, dass der südliche Teil der Colbitz-Letzlinger Heide bis 2006 in eine zivile Nutzung überführt wird und dort keine militärische Nutzung mehr erfolgen soll.

## Änderung der Vereinbarung
Bei der Landtagswahl in Sachsen-Anhalt 1998 verfehlte die Partei Bündnis 90/Die Grünen den Wiedereinzug in den Landtag von Sachsen-Anhalt. 2002 erfolgte die Ablösung der seit 1998 regierenden SPD-Minderheitsregierung durch eine CDU-FDP-Regierung.
Die neue Regierung wich dann deutlich vom ursprünglichen Kompromiss ab. Im November 2003 sprachen sich die Landesregierung und eine Mehrheit des Landtages von Sachsen-Anhalt für eine Fortführung der militärischen Nutzung über 2006 hinaus aus. 2004 unterzeichnete der Innenminister Sachsen-Anhalts Klaus Jeziorsky (CDU) in Magdeburg eine den Kompromiss verändernde Vereinbarung. Danach verbleibt auch der Südteil zur dauerhaften militärischen Nutzung im Eigentum des Bundes. Die durch das Gebiet führende Straße von Colbitz nach Hütten bleibt für den öffentlichen Verkehr frei. In übungsfreien Zeiten darf der Südteil auf den festgelegten Wegen betreten werden.
Zur Begründung führte der Innenminister an, die angrenzenden Kommunen hätten unter wirtschaftlichen Gesichtspunkten eine Fortsetzung der militärischen Nutzung gewünscht.
Bündnis 90/Die Grünen, PDS und eine sich für die zivile Nutzung einsetzende Bürgerinitiative Offene Heide protestierten gegen die Abweichung vom einmal gefundenen Kompromiss.
Die Bundeswehr nutzt das Gelände als Gefechtsübungszentrum Altmark und betreibt bei Letzlingen das Gefechtsübungszentrum Heer.